# Uliana af Tver
Uliana Alexandrovna af Tver (russisk: Ульяна Александровна Тверская; ca. 1325 – 17. marts 1391) var datter af prins Alexander af Tver og Anastasia af Halych (datter af Jurij 1. af Galicien). Hun var storhertugen af Litauen, Algirdas', anden kone.